# Datala
Datala (en griego, Δαττάλλα) es el nombre de una antigua ciudad griega de Creta.
Los dataleos se documentan en el llamado decreto de Espensitio, fechado a fines del siglo VI a. C., que trata del acuerdo de la ciudad con Espensitio para que este sea el que desempeñe el oficio de escriba para los asuntos públicos de la ciudad. Se suele identificar a los dataleos como los habitantes de una ciudad que se llamaría Datala pero, no obstante, algunos han sugerido que los dataleos son un sector de los habitantes de una polis de nombre desconocido o una comunidad distinta de la ciudad que realiza el acuerdo con Espensitio.
Se desconoce su localización exacta pero debió estar situada entre Cnosos y Lato. Se han sugerido como posibles localizaciones la actual Afrati —aunque esta algunos la identifican con otra antigua ciudad llamada Arcade— o la colina de Agios Georgios Papura cerca del pueblo de Pinakianó.